# Gonocarpus
Gonocarpus é um género botânico pertencente à família Haloragaceae.
1. ↑  «Gonocarpus — World Flora Online». www.worldfloraonline.org. Consultado em 19 de agosto de 2020